# Tron: Legacy (bande originale)
Pour les articles homonymes, voir Tron (homonymie).
Albums de Daft Punk
Alive 2007
(2007) Tron: Legacy Reconfigured
(2011)
Bandes originales de Tron
Tron
(1982) Tron: Legacy Reconfigured
(2011)
Singles
1. Derezzed
Sortie : 8 décembre 2010

Tron: Legacy est un album du groupe Daft Punk sorti le 6 décembre 2010, composant la bande originale du film Tron : L'Héritage. L'album a été enregistré avec l'Orchestre philharmonique de Londres.

## Succès et critique
L'album reçut un accueil globalement positif de la part de critiques. Le magazine français L'Express évoque « une œuvre symphonique sombre et inquiétante » et annonce que « Daft Punk fait à nouveau sa révolution : il se met au classique ! ». Le site AllMusic parle quant à lui d'un « bijou de composition, le travail de deux robots talentueux et géniaux ». Didier Varrod, dans sa chronique Encore un matin sur France Inter, souligne une progression dans l'album des deux hommes au casque dans la B.O. qui commence en étant « mégalo-maniaque et un brin pompeuse [...] pour se terminer par un nouveau disque de Daft Punk ». Finalement, selon lui, le groupe a produit une œuvre « hédoniste ». Marion Bernard pour France Info considère l'album comme un « opéra électronique qui varie les plaisirs », reconnaissant qu'il n'est pas « taillé pour danser »: seuls quelques titres semblent pouvoir s'exporter sur les "dancefloor" dont le premier single extrait Derezzed ou encore End Of Line".
L'album a connu un succès rapide aux États-Unis où il s'est rapidement placé en 10e position du Billboard 200 devant My Beautiful Dark Twisted Fantasy (de Kanye West) et The Beginning (des Black Eyed Peas).

## Liste des titres
| 1.    | Overture                  | 2:28 |
| 2.    | The Grid                  | 1:36 |
| 3.    | The Son of Flynn          | 1:35 |
| 4.    | Recognizer                | 2:37 |
| 5.    | Armory                    | 2:03 |
| 6.    | Arena                     | 1:33 |
| 7.    | Rinzler                   | 2:17 |
| 8.    | The Game Has Changed      | 3:25 |
| 9.    | Outlands                  | 2:42 |
| 10.   | Adagio For TRON           | 4:11 |
| 11.   | Nocturne                  | 1:41 |
| 12.   | End of Line               | 2:36 |
| 13.   | Derezzed                  | 1:44 |
| 14.   | Fall                      | 1:22 |
| 15.   | Solar Sailer              | 2:42 |
| 16.   | Rectifier                 | 2:14 |
| 17.   | Disc Wars                 | 4:11 |
| 18.   | C.L.U.                    | 4:39 |
| 19.   | Arrival                   | 2:00 |
| 20.   | Flynn Lives               | 3:22 |
| 21.   | Tron: Legacy (End Titles) | 3:17 |
| 22.   | Finale                    | 4:22 |
| 58:37 |                           |      |

| 23. | Sea of Simulation (Amazon.com) | 2:39 |
| 24. | Father and Son (iTunes)        | 3:15 |
| 25. | Outlands, Part II (iTunes)     | 2:57 |

| 23. | Sunrise Prelude | 2:50 |

### Disque bonus
| 1.    | Encom Part I  | 3:52 |
| 2.    | Encom Part II | 2:17 |
| 3.    | Round One     | 1:40 |
| 4.    | Castor        | 2:19 |
| 5.    | Reflections   | 2:42 |
| 12:47 |               |      |

Les titres bonus furent couplés avec la bande-originale dans la Complete Edition sortie en 2020.

## Classements
| Classement (2010)                    | Meilleure position |
| ------------------------------------ | ------------------ |
| Australie (ARIA)                     | 17                 |
| Canada (Albums Chart)                | 17                 |
| France                               | 25                 |
| Allemagne (Téléchargement)           | 4                  |
| Irlande                              | 48                 |
| Italie                               | 41                 |
| Mexique                              | 5                  |
| Suède (Sverigetopplistan)            | 45                 |
| Royaume-Uni (UK Dance Chart)         | 1                  |
| Royaume-Uni (UK Albums Chart)        | 39                 |
| États-Unis (Billboard 200)           | 4                  |
| États-Unis (Digital Albums)          | 1                  |
| États-Unis (Dance/Electronic Albums) | 1                  |
| États-Unis (Soundtrack Albums)       | 1                  |